# Ai confini del male
Ai confini del male è un film del 2021 diretto da Vincenzo Alfieri.

## Trama
Due ragazzi, di nome Adele e Luca, spariscono nel nulla dopo aver partecipato a un rave party nei boschi della Maremma tra Siena e Grosseto. Ad occuparsi del caso sono l'integerrimo capitano Giorgio Rio, padre di Luca e con un passato duro alle spalle, e il duro tenente Fabio Meda detto cane pazzo, affetto da dipendenza sessuale e da una psicosi da quando ha perso moglie e figlio in un incidente d'auto, divisi da modi diversi di vivere e d’indagare sul caso. La prostituta bulgara Nevena cerca di ricattare Meda con l'intento di costringerlo a ritrovare sua figlia Irina Yerbis, scomparsa come gli altri due ragazzi. Con la collaborazione del giornalista Ludovico Treanni, Meda segue la pista dell'Orco di Velianova che dieci anni prima rapì alcuni adolescenti torturandoli e uccidendoli: scopre così che Irina spacciava insieme a Luca, con cui aveva una relazione, e riforniva il conte Bazzini per le sue feste.
Una sera, Luca viene inaspettatamente ritrovato in un campo, e ricoverato sotto shock in ospedale; lì, minaccia il padre con una pistola sottratta a un carabiniere, salvo poi farsi dissuadere da Meda.
Qualche sera dopo, Meda cerca di introdursi nella villa del conte Bazzini e si impossessa delle registrazioni delle telecamere che dimostrano che Irina è stata lì prima di sparire; si imbatte quindi nel padrone di casa proprio mentre si sta svolgendo una delle sue feste esclusive e riesce a fuggire nonostante venga ferito da un colpo di fucile. La mattina seguente, Meda e Rio interrogano Bazzini, il quale nega di essere coinvolto.
Dopo aver ritrovato il cadavere di Adele nel bosco, i due carabinieri fanno visita all’ex collega Gianluca Pozzi nel cui appartamento vengono ritrovate delle fiale di Tritium, un farmaco illegale che sarebbe servito per sedare le vittime. Mentre il conte Bazzini viene arrestato, il carabiniere si getta invece dalla finestra, morendo sul colpo.
Meda capisce però che dietro a tutto c'è il capitano Rio, e lo costringe a confessare: dopo il rave Luca voleva avere un rapporto con Adele, e al suo rifiuto l'ha uccisa sbattendole la testa sul pavimento; il carabiniere ha poi aiutato il figlio a nascondere il cadavere, ha inscenato il di lui rapimento e, con l'aiuto della moglie, anche quello di Irina, che li aveva visti mentre stavano nascondendo il corpo di Adele, e ha cercato di incastrare Bazzini e Pozzi. Soddisfatto, Meda porta Rio in macchina per portarlo dal PM, ma il capitano accelera e l'auto finisce fuori strada lungo il lago: dopo una lunga colluttazione tra i due il tenente ha la meglio e poco dopo arresta anche Luca e la madre, oltre a liberare la povera Irina.
Meda fa una visita alla tomba del figlio e incontra Treanni: dalle sue allusioni e dal ciondolo della Madonna del Tridente, già associata ai delitti del killer, il tenente capisce che il giornalista è il complice di Pozzi per gli omicidi, compiuti per vendicare la morte della sorella per overdose.

## Distribuzione
La pellicola, tratta dal romanzo Il confine di Giorgio Glaviano, viene trasmessa in prima TV il 1º novembre 2021 su Sky Cinema e in streaming su NOW.